# سطوح سبائك النحاس المضادة للميكروبات
يمكن أن تمنع سطوح سبائك النحاس المضادة للميكروبات التي تُلْمَس بشكل متكرر من أن تكون خزانات لانتشار الميكروبات المرضية، وينطبق هذا بشكل خاص في مرافق الرعاية الصحية، حيث الفيروسات والبكتيريا والفطريات الضارة تكون على مقابض الأبواب، وألواح الدفع، والسور، وطاولات الصينية، والصنبور ومقابض الصنبور، والعلاج عن طريق الحق (IV)، أنظمة التكييف (HVAC)، وغيرها من المعدات.
يمكن للميكروبات في بعض الأحيان أن تعيش على الأسطح لأكثر من 30 يوما، أسطح سبائك النحاس، مثلالنحاس والبرونز تكون مضادة للميكروبات، لديهم قدرة واسعة على قتل مجموعة واسعة من الميكروبات الضارة بسرعة نسبية – غالبا ضمن ساعتين أو أقل - وبدرجة عالية من الكفاءة، وقد أثبت هذه الخصائص من خلال مجموعة واسعة من الأبحاث، كما يشير البحث إلى أنه إذا صُنِعَت أسطح اللمس من سبائك النحاس، فإنها تقلل من نقل الكائنات المسببة للأمراض ويمكن أن تقلل من إصابة المرضى في وحدات العناية المركزية في المستشفى (ICU) بنسبة تصل إلى 58%.

## الدليل
المقال الرئيسي: الخصائص المضادة للميكروبات للنحاس والكفاءة المضادة للميكروبات للأسطح المصنوعة من سبائك النحاس ‏.
في عام 2019, وجد العديد من الدراسات التي توضح أن الأسطح النحاسية تساعد من منع العدوى في بيئة الرعاية الصحية.
الكائنات الحية الدقيقة من المعروف أنها تعيش علي الأسطح لفترات طويلة من الزمن.
خط الدفاع الأول ضد العدوى هو تطهير اليد والأسطح، ومع ذلك لم تحقق هذه التوقعات، حيث تعرضت الكائنات الانتهازية المرضى والعاملين في مجال الرعاية الصحية للخطر. وبما أن ما يقارب 80% من الأمراض المعدية من المعروف أنها تنتقل عن طريق اللمس، ومسببات الأمراض الموجودة في مرافق الرعاية الصحية يمكنها البقاء علي الأسطح غير الحية لعدة أيام وحتى أشهر.، يعتقد أن من أسباب العدوى وجود الكثير من الميكروبات على الأسطح التي تُلْمَس بشكل متكرر.

## تسجيلات وكالة حماية البيئة
في 29 فبراير 2008 وافقت وكالة حماية البيئة الأمريكية (EPA) على تسجيل خمس مجموعات مختلفة من سبائك النحاس باعتبارها «مواد مضادة للميكروبات» لها فوائد صحية عامة. تغطي تسجيلات وكالة حماية البيئة الآن 479 تركيبة مختلفة من سبائك النحاس ضمن ست مجموعات (تتوفر قائمة محدثة بجميع السبائك المعتمدة). تحتوي جميع السبائك على الحد الأدنى من النحاس بنسبة 60%. نُشِرَت نتائج الدراسات المضادة للميكروبات التي تشرف عليها وكالة حماية البيئة والتي تظهر فاعلية النحاس المضادة للميكروبات عبر مجموعة من السبائك.

## اُخْتُبِرَت الميكروبات وقُتِلَت في الاختبارات المعملية لوكالة حماية البيئة.
تشمل البكتيريا التي دُمِّرَت بواسطة سبائك النحاس فاعلية مضادات الميكروبات تحت إشراف وكالة حماية البيئة:
· الإشريكية القولونية H7, O157 مسببات الأمراض المنقولة بواسطة الغذاء والمرتبطة باسترجاع الأطعمة.
· مكورات عنقودية ذهبية مقاومة للميثيسيلين (MRSA) واحدة من أكثر سلالات البكتيريا التي تقاوم المضادات الحيوية العدوى الشائعة والمكتسبة من المستشفى والمجتمع.
· مكورة عنقودية ذهبية من الالتهابات الأكثر شيوعا بين جميع المكورات العنقودية التي تسبب أمراض تهدد الحياة، منها الالتهاب الرئوي والتهاب السحايا.
· أمعائية مرياحة، بكتيريا تسبب للأمراض الشائعة في المستشفيات تسبب التهابات الجلد وتؤثر على أنسجة الجسم الأخرى.
· زائفة زنجارية بكتيريا توجد في الأشخاص الذين يعانون من نقص المناعة التي تصيب المسالك الرئوية والبولية والدم والجلد.
· معوية مقاومة للفانكوميسين (VRE) بكتيريا تسبب للأمراض وهي السبب الرئيسي الثاني للعدوى المكتسبة في المستشفى.

## بروتوكولات اختبار وكالة حماية البيئة لأسطح سبائك النحاس.
استندت عمليات التسجيل على الدراسات التي أشرفت عليها وكالة حماية البيئة (EPA) والتي اكتشفت أن سبائك النحاس تقتل أكثر من 99.9% من البكتيريا التي تسبب الأمراض بفترة ساعتين عند تنظيفها بانتظام (بمعني المعادن الخالية من الأوساخ أو الأوساخ التي قد تعترض على تلامس البكتيريا بسطح النحاس).
لتحقق تسجيلات وكالة حماية البيئة، كان على مجموعة سبائك النحاس إظهار فاعلية قوية مضادة للميكروبات وفقا لجميع التجارب الصارمة التالية:
. فاعلية المطهر: تقيس محاضرات التجارب البكتيريا الباقية على أسطح السبائك بعد ساعتين.
· فعالية التعقيم الذاتي: يقيس بروتوكول التجارب البكتيريا التي بقيت على أسطح السبائك قبل وبعد ست دورات خلال 24 ساعة تآكل الجفاف والرطبة في جهاز التآكل القياسي.
· تقليل التلوث البكتيري: يقيس هذا البروتوكول التجارب عدد البكتيريا التي تعيش على الأسطح بعد تلقيحها ثماني مرات خلال 24 ساعة من دون تنظيف أو مسح. :

## المطالبات الممنوحة من وكالة حماية البيئة في تسجيل سبائك النحاس المضادة للميكروبات.
المطالبات القانونية التي يسمح بها عند تسويق سبائك النحاس المضادة للميكروبات التي سجلت في وكالة حماية البيئة في الولايات المتحدة:
وقد أظهرت الاختبارات المعملية أنه عند تنظيفها بانتظام:
· تعمل سبائك النحاس المضادة للميكروبات باستمرار على تقليل التلوث البكتيري، وحققت انخفاضا بنسبة 99.9% خلال ساعتين.
· أسطح سبائك النحاس المضادة للميكروبات تقلل أكثر من 99.9% من البكتيريا السالبة والموجبة خلال ساعتين من التعرض.
· أسطح سبائك النحاس المضادة للميكروبات توفر تأثيرًا مستمرًا، وتبقى فاعليتها في قتل البكتيريا أكثر من 99.9% من خلال ساعتين.
· تقتل أسطح سبائك النحاس المضادة للميكروبات أكثر من 99.9% من البكتيريا في غضون ساعتين، وتستمر في قتل 99% من البكتيريا حتى بعد التلوث المتكرر.
· تساعد أسطح سبائك النحاس المضادة للميكروبات على أنها تمنع تراكم ونمو البكتيريا خلال ساعتين من التعرض بالتنظيف الروتيني وخطوات التعقيم.
· وضحت التجارب فاعلية مضادة للجراثيم ضد المكورات العنقودية الذهبية’ الجراثيم المعوية’ المكورات العنقودية المقاومة للميثيسيلين (MRSA)، العصيات القولونية (O157:H7), البكتيريا الزائفة الزنجارية.
وذكرت التسجيلات أنه «يمكن استخدام سبائك النحاس المضادة للميكروبات في المستشفيات ومرافق الرعاية الصحية ومختلف المباني العامة التجارية والسكنية».

## منتجات النحاس المضادة للميكروبات
تمت الموافقة على العديد من منتجات سبائك النحاس المضادة للميكروبات للتسجيل في مرافق الرعاية الصحية، والمباني العامة والتجارية، والمساكن، ومرافق النقل الجماعي، والمختبرات، ومعدات اللعب.
الولايات المتحدة توفر قائمة كاملة من المنتجات المسجلة من وكالة حماية البيئة.